# 亚琛足球俱乐部
阿勒曼尼亞·亞琛體育會是位於德國西南部北莱茵-威斯特法伦的市的體育會。亞琛長時期在德國乙組聯賽中比賽，只曾在60年代末期升上德國甲組聯賽三個年頭，但2005–06年球季亞琛成功獲得德乙的亞軍席位，可以升級德甲再嘗頂級聯賽的滋味。
升入德甲后俱乐部却连年成绩糟糕，2007–08赛季降入德乙、2012–13赛季滑入德丙，2012年下半年俱乐部遭遇破产。按规定，球队2013–14赛季降入第四级别的德国足球地区联赛。

## 球會歷史

### 成立到大戰時期
足球俱乐部在1900年12月16日由 18 名高中學生建立。当时已经有一支名為「亚琛第一足球俱乐部」（1. FC Aachen）的球队，所以这支新足球俱乐部命名为「阿勒曼尼亚足球俱乐部」（FC Alemannia），是古德国的拉丁语名字。在第一次世界大战中遭受嚴重的打擊，戰前有 200 多名會员，到戰後只剩下 37 人。1919年年初，「阿勒曼尼亚」与「亚琛人 1847 體操俱樂部」（Aachener Turnverein 1847）合并，成为「阿勒曼尼亚·亚琛 1900 體操俱樂部」（TSV Alemannia Aachen 1900）。但是新伙伴的主要兴趣是体操，没有多少共同处，在1924年再次分开。
位於德国、比利时和荷兰交界处，「阿勒曼尼亚」经常碰到这两国国家的球队，其首場比賽對手正正是比利時的「皇家杜哈林」（Royal Dolhain FC）。球隊在莱茵-威斯特法伦（Rhineland-Westphalia）足總屬下的聯賽作賽，更於1907年獲得首個冠軍，其後於1909年加入新成立的「德國西部聯賽」。
由於群眾對足球的興趣增加而令球隊穩步擴展，於1921年獲得「莱茵省際聯賽」參賽資格，1928年興建主場球場，更於翌年升級「上級聯賽」。球隊在30年代初期取得一定的成就，曾經晉級「德國西部錦標賽」（Westdeutsche championship）的附加賽四強。稍後第三帝国重組德國聯賽，建立由 16 隊角逐的頂級「省際聯賽」（Gauliga）。於30年代末及40年代初，球隊有數個球季在「中萊茵省際聯賽」（Gauliga Mittelrhein）中角逐，並在1938年獲得冠軍晉級「全國錦標賽」決賽週。但同組的「波易爾06」（Beuel 06）提出抗議，最後更獲承認為真正冠軍得主，但時間已經太遲，未能取代「阿勒曼尼亚」參賽「全國錦標賽」附加賽。

### 戰後到加入德甲
第二次世界大戰後的1946年，「盟國管制理事會」（Allied Control Council）對佔領地區大部分組織解禁，「阿勒曼尼亚」重組並參加「萊茵河地區」（Rheinbezirk）的次級聯賽。翌年返回「西部上級聯賽」（Oberliga West），但遇上財政困難，只能維持穩定但不特出的中游位置。
亚琛首項重大成就是於1953年晉級德國杯的決賽，以 1-2 僅負於红白埃森獲得亞軍。當德國新的職業聯賽德甲在1963年組成時，亚琛只能棲身「西部地區聯賽（第二組）」（Regionalliga West (II)）。 1965年亚琛再次晉級德國杯決賽，但今次以 0-2 負於。
1967年亚琛獲得「西部地區聯賽」冠軍，升級德甲聯賽。在德甲的第二季（1968/69年），積分榜只落後於拜仁慕尼黑屈居第二。不過下一個球季卻是一個災難：球隊全季作客的比賽只能獲得 1 分，以第 18 名結束及降級回到「西部地區聯賽」。於1991年更降到第三級的「北萊茵上級聯賽」（Am.Oberliga Nordrhein）。

### 復甦之路

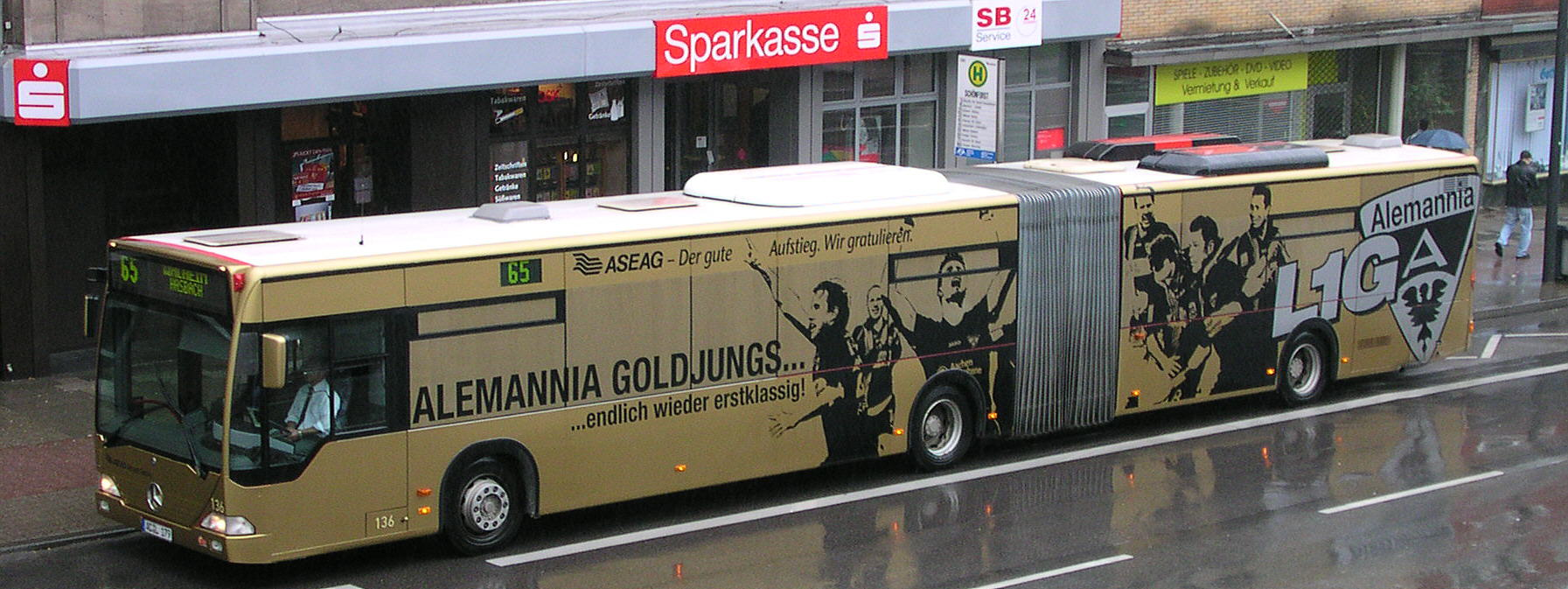
一輛印上慶祝亚琛升級德甲的巴士

在1990年代下半期經歷數個平凡的球季後，主教練瓦爾納·富克斯重整旗鼓，改打 4-4-2 陣式，取消，建造成一隊進攻流暢而富吸引力的球隊。1999年亚琛表現出色，下半季更為強勁，獲得破球隊紀錄的 11 連勝，在球季結束前數週進佔榜首，但富克斯不幸在這時身故，全城為之震驚，球隊決心克服難關，將升級獻給已故的教練，奪得「西部及西南部地區聯賽」（Regionalliga West/Südwest）冠軍，升級德乙。
亚琛在德乙的首年無論在球場上或財政上皆遇上困難，此後數年球隊艱苦經營，當違規的財務被揭露，顯示球隊接近破產邊緣而令情況更加惡劣。當由主席霍斯特·海因里克斯（Horst Heinrichs）、主教練迪特·黑金（Dieter Hecking）及經理约尔格·施马特克（Jörg Schmadtke）組成新的執行董事會接手管理後亚琛獲得轉機，透過改善的財務管理、精明的球員收購及聰明的比賽策略，亚琛在 2003-04 年球季重震雄風，在德國盃決賽之路先後淘汰慕尼黑1860、拜仁慕尼黑及，才在決賽 2-3 僅負當年德甲盟主。由於不来梅已取得歐聯參賽資格，亚琛得以參賽，表現合乎期望，晉級 16 強階段才被阿爾克馬爾淘汰。亚琛在德國盃及歐洲的比賽理想表現大大改善球隊的財務狀況。

### 破产跌入德丁
2006年4月16日亚琛成為首支確定來季升級德甲的球隊，結束亚琛長達 36 年缺席頂級聯賽的等待。2006/07球季回升德甲後，在最后八轮联赛仅獲得1分，僅一季即回降乙組。2012-13赛季，球队又以德乙第17名的成绩滑入德丙。
2012年11月16日，由于缺少400万欧元以上的流动资金，处于德丙降级区的俱乐部宣布破产。按规定，球队2012-13赛季将降入第四级别的德国足球地区联赛。

## 主場球場

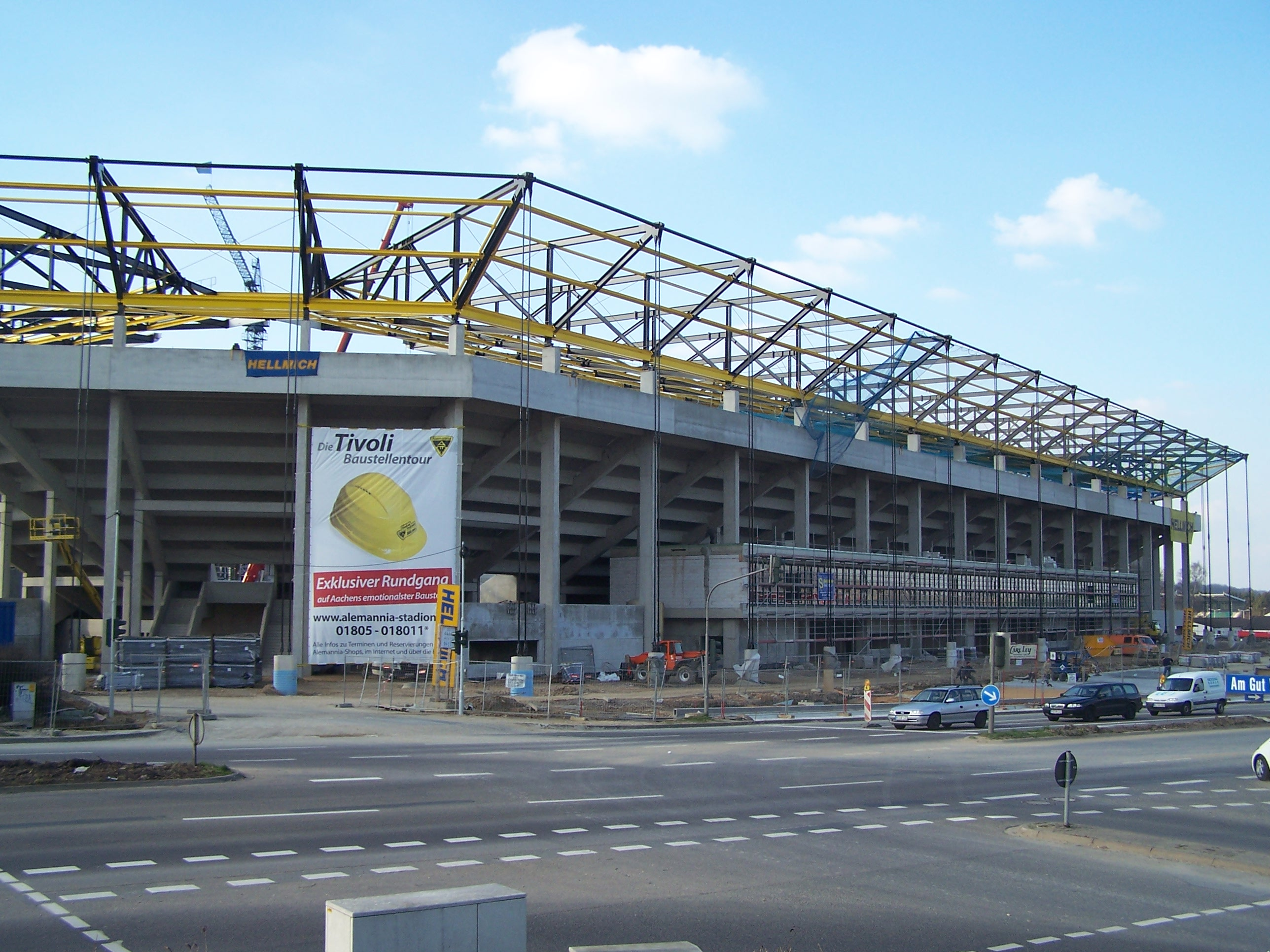
興建中的新蒂沃利体育场

蒂沃利体育场（Stadion Tivoli）是亞琛的主場球場，建於1908年，球場曾數度進行擴建，最近一次大規模擴建，在1957年，增建坐席及夜間比賽燈光設備，於8月28日完成舉行揭幕，首戰。現時以可容 21,632 人（其中 3,632 為坐席）。
亞琛在2004年的比賽，因球場容量不符規定而需借用科隆的萊茵能源球場進行主場比賽。
2006年亚琛市及球隊準備興建新的球場，初時選址市外，鄰近當地的 Merzbruck 機場，但球迷普遍希望球場仍然留在市內。經過不斷的商討，於2007年2月公告新球場計劃，將在蒂沃利体育场現址的 Sportpark Soers 內興建。
新球場於進行國內聯賽可容32,900名觀眾，其中19,655各為坐席及11,496名為立席，餘下包括輪椅席、酒廊及記者席等，當比賽不容許立席時，容量縮減到只有25,587人。

## 球會榮譽
- 德國杯亞軍（3次）：1953年、1965年、2004年

## 著名球星
- 约普·德尔沃尔（Jupp Derwall），曾任西德國家隊教練
- Willi Landgraf，德乙出場次數紀錄保持者
- Erik Meijer
- Karlheinz Pflipsen
- Erik van der Luer
- 赖因霍尔德·明岑贝格（Reinhold Münzenberg），球隊首名國家隊球員
- 谢晖

## 球會軼事

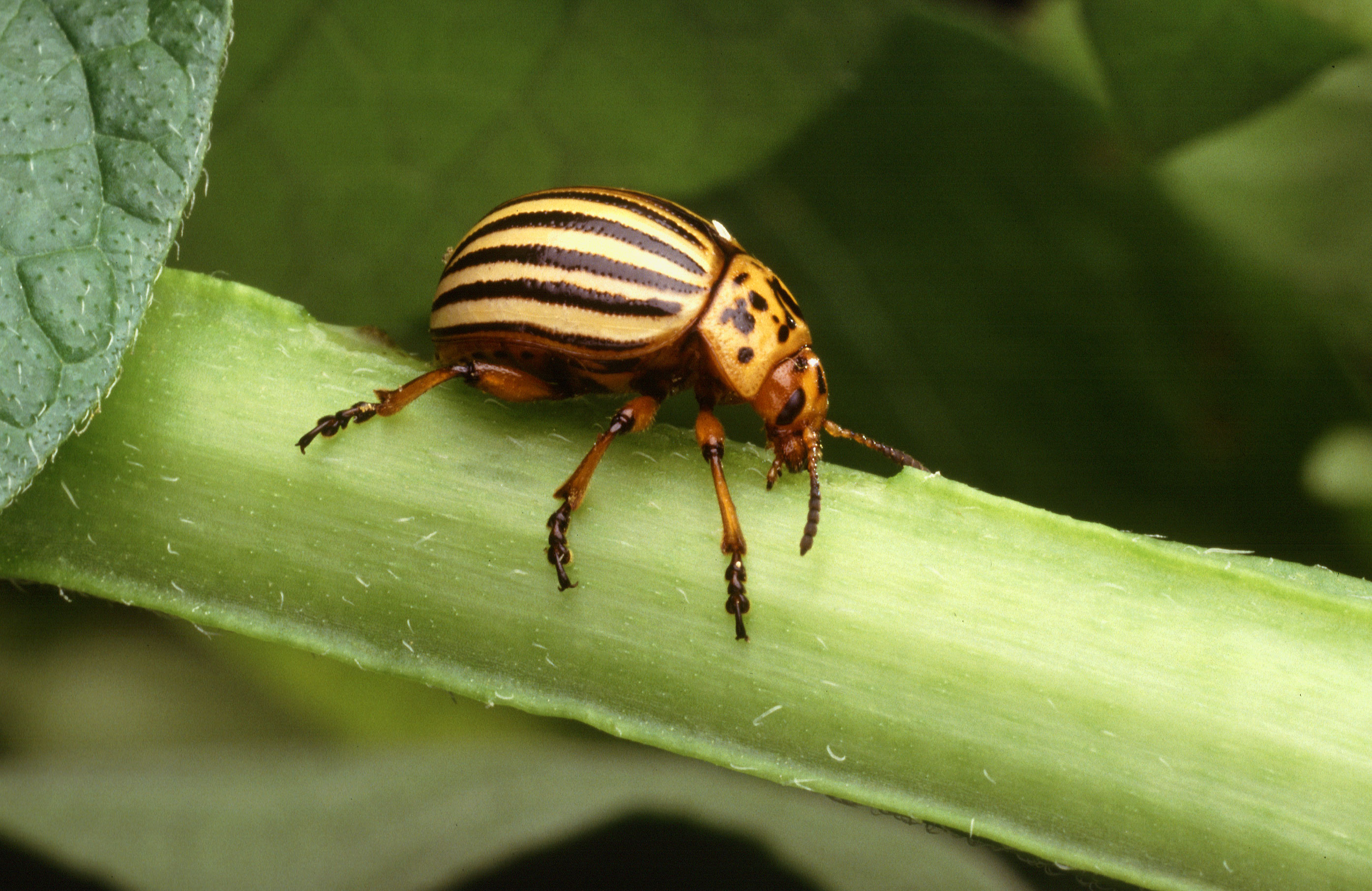
马铃薯甲虫

- 亚琛渾名马铃薯甲蟲（Kartoffelkäfer）是因為其黃黑直間球衣與該類昆蟲十分相似。
- 亚琛及波易爾06（Beuel 06）同時自稱奪得1938年的中莱茵省際聯賽錦標賽冠軍，德國足球聯會（Deutsche Fussball Bund，簡稱）很遲才決定將分數判給波易爾06使其成為合法冠軍，但其時亚琛已參加全國錦標賽決賽週。